# Bartomeu Barceló Ginard
Bartomeu Barceló Ginard (Porreres, 1957) escriptor, doctor en psicologia evolutiva i especialista en intervenció psicosocial comunitària. Tècnic de l'Institut Mallorquí d'Afers Socials. A través de l'equip de Vellesa i Família del Consell de Mallorca s'ha dedicat al treball amb famílies, majors i cuidadors de persones dependents.
Durant la seva etapa com a coordinador, (1994-1999) es dissenyaren diversos programes que han resultat pioners a les Illes Balears, fonamentalment pel seu vessant preventiu i de suport psicosocial, d'habilitats socials i de cuidadors de persones dependents. Al llarg de quinze anys ha exercit la docència a la Universitat de les Illes Balears, des d'on també ha investigat la psicologia de la música. Aquestes recerques li han permès explicar, com a professor del Conservatori Superior de Música de les Illes Balears, els processos constructivistes mitjançant els quals s'assoleixen les capacitats musicals. Ha participat en els equips de treball que realitzaven el diagnòstic en matèria de serveis socials per al Govern Balear o per a organismes consultius.
Té publicat nombrosos articles i diversos llibres entre els quals destaca l'Informe sobre els serveis socials a les Illes Balears (2000) i La gènesi de la intel·ligència musical en l'infant (2003). Va ser finalista del premi Ciutat de Palma de novel·la 2009 amb La fosca blava i guanyador el 2011 de premi "Alexandre Ballester" amb La infància transparent.